# Otto I Lotaryński
Otto (zm. 943) – książę Verdun od 923, książę Lotaryngii od ok. 940.
Był powiązany z dynastią Ludolfingów, synem hrabiego Verdun Richwina i prawdopodobnie jego drugiej żony Kunegundy. W 923 jego ojciec został zamordowany przez Bosona, syna Ryszarda I Sprawiedliwego i Otto przejął dziedzictwo ojca. W 940 król Otton I Wielki miał pozbawić księstwa Lotaryngii Henryka I Ludolfinga. Otto z Verdun między 940 a 942 został wyznaczony do opieki nad małoletnim Henrykiem, synem wcześniejszego księcia Lotaryngii Gizelberta (zm. 939). Świadczy to o jego istotnych powiązaniach z władcą. Najpierw Otto, później Henryk zmarli jednak wkrótce potem, a w 944 lub 945 Lotaryngię objął Konrad Czerwony.